# Kalaleh (flygplats i Iran)
Kalaleh är en flygplats i Iran.   Den ligger i provinsen Mazandaran, i den norra delen av landet, 400 km nordost om huvudstaden Teheran. Kalaleh ligger 117 meter över havet.
Terrängen runt Kalaleh är platt åt nordväst, men åt sydost är den kuperad. Terrängen runt Kalaleh sluttar västerut. Runt Kalaleh är det ganska glesbefolkat, med 48 invånare per kvadratkilometer. Närmaste större samhälle är Kalāleh, 4,0 km öster om Kalaleh. Trakten runt Kalaleh består till största delen av jordbruksmark.